# Куликов, Александр Сергеевич (архитектор)
Александр Сергеевич Куликов (3 февраля 1936, Фельдмаршальский, Северо-Кавказский край — 5 октября 2024, Тамбов) — советский и российский архитектор, учёный, профессор Института архитектуры, строительства и транспорта Тамбовского государственного технического университета. В 1961—1992 годах — главный архитектор Тамбовской области. Возглавлял Тамбовское отделение Союза архитекторов СССР. Заслуженный архитектор России.

## Биография
Александр Сергеевич Куликов родился 3 февраля 1936 года на хуторе Фельдмаршальский Новоалександровского района Ставропольского края в семье учителя, директора школы. Отец Сергей Иванович Куликов — ветеран Великой Отечественной войны, который участвовал в боевых действиях с самого начала войны и дошёл до Берлина, став впоследствии кадровым офицером и учителем. Его мать, Татьяна Ивановна Куликова, жила в городе Армавире Краснодарского края.
В школьные годы Александр активно готовился к занятиям живописью. Он много рисовал акварелью и маслом. Когда его отец учился в военной академии в Ленинграде, он показал работы Александра в Институте живописи, скульптуры и архитектуры имени И. Е. Репина, и там выразили готовность принять мальчика. Однако школьный учитель, отмечая творческий потенциал Александра, однажды сказал ему о том, что он может стать архитектором.
Окончив среднюю школу в городе Лида Гродненской области Белорусской ССР, Александр Куликов поступил в Московский архитектурный институт, который закончил в 1960 году. В 1957 году работал художником на Всесоюзной сельскохозяйственной выставке, с 1959 по 1960 год работал в Государственном проектном институте по проектированию лечебно-профилактических зданий «Гипроздрав» в Москве.
С 1960 года Куликов обосновался и начал работать в городе Тамбове. В сентябре того же года он занял должность главного архитектора Тамбовского областного отдела коммунального хозяйства (облкомхоза). В октябре 1961 года его назначили начальником отдела по делам строительства и архитектуры Тамбовского облисполкома, а также главным архитектором области. Под его руководством была сформирована сеть областных проектных организаций, включающая такие институты, как «Тамбовгражданпроект», «Тамбовколхозпроект», филиал «ЦЧОгипросельхозстрой». С 1964 года он четыре раза избирался депутатом Тамбовского городского совета.
С 1975 года четыре раза избирался депутатом Тамбовского областного совета народных депутатов, был членом КПСС шесть раз был избран кандидатом в члены обкома КПСС. В 1978 году вступил в Союз архитекторов СССР, неоднократно избирался председателем правления областной организации, был членом правления Союза архитекторов РСФСР. В течение 40 лет он входил в Центральный совет Всероссийского общества охраны памятников истории и культуры.
В 1979 году коллектив архитекторов под руководством Александра Сергеевича выиграл Всесоюзный конкурс на застройку центральной части города Тамбова.
С 1988 по 1993 год Куликов занимал должность начальника Главного управления архитектуры и градостроительства Тамбовского облисполкома и одновременно исполнял обязанности главного архитектора области. Под руководством Куликова была организована архитектурно-градостроительная служба в Тамбовской области, а также созданы архитектурные органы во всех городах и районах региона.
С 1991 года основной сферой профессиональной деятельности Куликова стал архитектурно-строительный факультет Тамбовского государственного технического университета, где он преподавал на кафедре «Архитектура и строительство зданий». В 1992 году А. С. Куликов открыл творческую мастерскую, где разрабатывались различные проекты для строительства в Тамбове и области. В сентябре 1993 года ему было присвоено ученое звание доцента (первому среди тамбовских архитекторов), а в апреле 2005 года Высшая аттестационная комиссия Минобразования РФ присвоила ему звание профессора (также впервые среди архитекторов Тамбова). Является автором более 20 научных работ и статей, посвящённых различным аспектам истории, архитектуры и градостроительства. Куликов руководил дипломным проектированием, 18 его выпускников получили 26 международных наград.
В 2006 году, когда в Тамбовской области была создана Общественная палата, по предложению её руководителя Владимира Окатова Александр Куликов возглавил рабочую группу, ответственную за сохранение культурно-исторического наследия региона.
До 2024 года преподавал в Тамбовском государственном техническом университете, читал лекции для будущих магистров и бакалавров, был научным руководителем их дипломных работ.
Скончался 5 октября 2024 года в Тамбове.

## Известные работы

#### Градостроительные проекты
А. С. Куликов был автором множества градостроительных проектов.
- Первый в истории Тамбова микрорайон «Южный» (1962)
- Проекты планировок жилых районов в Рассказове (1964) и Моршанске (1966), микрорайона «Юбилейный» в Тамбове (1979)
- Три версии генерального плана города Тамбова, созданные в рамках работы авторского коллектива института «Гипрогор» (1968, 1989, 2009)
- Здание облсовпрофа на Комсомольской площади в Тамбове (1969)
- Благоустройство и озеленение Октябрьской (ныне Соборная) площади и Лермонтовского сквера в Тамбове (1969, 1994)
- Дом художника на ул. Гоголя в Тамбове (1971) и проект его реконструкции с пристройкой выставочного зала (1989)
- Два проекта детальной планировки центральной части города Тамбова (1976, 1984)
- Проект административного здания горсовета в г. Мичуринске (1978)
- Проект планировки и застройки центральной усадьбы госплемзавода «Арженка» в Рассказовском районе (1978)
- Проект планировки и застройки центра Тамбова, завоевавший первую премию на Всесоюзном конкурсе — был руководителем авторского коллектива и автором (1979)
- Проект размещения строительных объектов в Тамбове на 1991—1995 годы и предложения до 2000 года (1988)
- Проект застройки и благоустройства главной площади Тамбова (1989)

#### Реставрация объектов культурного наследия
- Реставрация памятника архитектуры служебного корпуса духовной семинарии на ул. Ленинградской в Тамбове (1978)
- Проект музея-усадьбы в селе Ивановка Уваровского района с восстановлением исторической усадьбы (1993)
- Реставрация памятников М. Ю. Лермонтову (1994)
- Проект реставрации исторического Асеевского парка в усадьбе «Арженка» (2004)
- Реставрация памятника В. И. Ленину на главной площади в Тамбове (2006)
- Реставрация памятного знака «Танковая колонна „Тамбовский колхозник“» в р.п. Петровское (2007)

#### Памятники
А. С. Куликовым были созданы разнообразные монументы, памятники, мемориальные комплексы и обелиски.
- Памятники В. И. Ленину в г. Тамбове (1967), в г. Моршанске (1976), в р.п. Инжавино (1977), в р.п. Мордово (1975)
- Памятник воину-победителю в р.п. Первомайский (1965)
- Памятник Герою Советского Союза А. Ротару в г. Мичуринске (1966)
- Памятник воину-освободителю в госплемптицезаводе «Арженка» (1968)
- Монумент «Вечная Слава» на Октябрьской (Соборной) площади в г. Тамбове (1970)
- Мемориальный комплекс на Воздвиженском кладбище в г. Тамбове (1972)
- Памятник павшим воинам в райцентре Бондари (1974), г. Котовске (1974), г. Жердевке (1976), райцентре Знаменка (1976), с. Нижний Шибряй Уваровского района (1982), погибшим медикам на улице Гоголя в г. Тамбове (1985)
- Памятник Подвойскому на территории училища химзащиты в г. Тамбове (1990)
- Памятник З. Космодемьянской на родине героини в с. Осино-Гай Гавриловского района (1995);
- Памятник С. В. Рахманинову в с. Ивановка Уваровского района (1970)
- Проект памятника императрице Екатерине II в г. Моршанске (1994)

## Награды и премии
- Медаль «В ознаменование 100-летия со дня рождения Владимира Ильича Ленина» (1970)[5]
- Серебряная медаль «За достигнутые успехи в развитии народного хозяйства СССР» (1976)[5]
- «За долголетний доблестный труд» (1988)[5]
- Заслуженный архитектор РСФСР (1983)[2]
- Почётный знак «За заслуги перед городом Тамбовом»[4].